# Mobylette

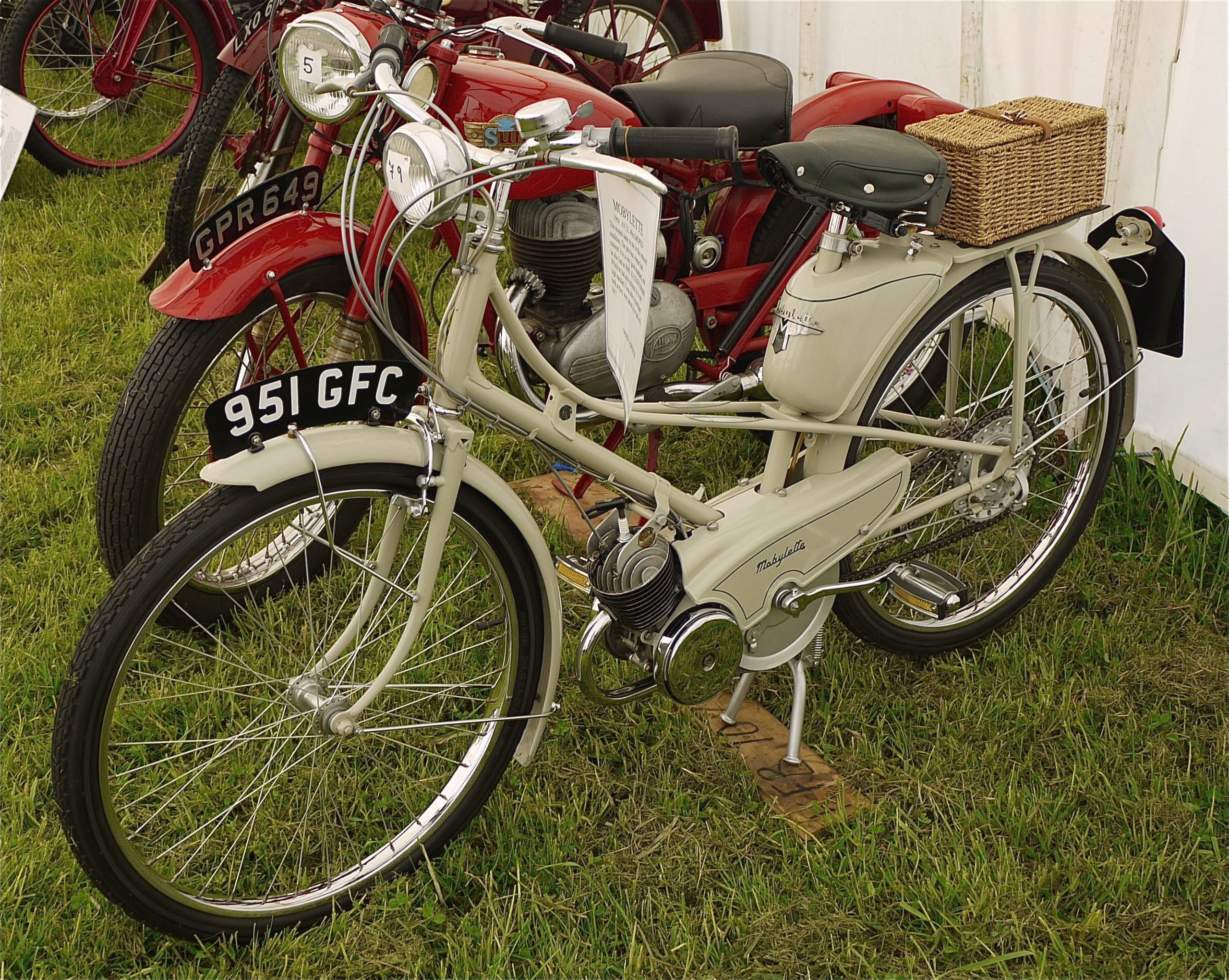
Mobylette AV33 (1959)

Unter dem Namen Mobylette (fälschlich Mobilette) wurde zwischen 1949 und 1984 vom französischen Zweiradhersteller Motobécane eine ganze Reihe von Mofas und Mopeds hergestellt, die über einen charakteristischen Antrieb über Riemen und Ketten verfügen. Der Rahmen wurde aus zwei geprägten Blechhälften zusammengeschweißt, wodurch der Hohlraum des Tanks entstand.

## Antriebskonzept
Von der in Fahrtrichtung linken Seite der Motorkurbelwelle geht die Kraftübertragung zunächst über eine zentrifugal wirkende Fliehkraftkupplung auf eine Mitnehmertrommel, die mit einer Riemenscheibe verbunden ist. Von dieser kleinen Riemenscheibe überträgt ein Keilriemen die Kraft auf eine deutlich erkennbare große Riemenscheibe, die wiederum mit einem entkoppelbaren Ritzel auf der Welle der Pedale mitläuft. Vom Ritzel verläuft eine Kette zum Kettenrad des Hinterrads. Auf der rechten Seite verläuft ebenfalls eine Kette vom Kettenrad der Pedale zur Freilaufnabe des Hinterrads.
Um den Motor zu starten, wird in die Pedale getreten. Im Falle einer Panne kann das Ritzel von der großen Riemenscheibe über einen Drehhebel mechanisch getrennt werden und es ist möglich, die Mobylette ohne den Widerstand der Fliehkraftkupplung über die Pedale zu bewegen.
Mobylette-Modelle mit Moby-Matic verfügen zusätzlich über einen Drehmomentwandler, der den Antriebsdurchmesser der kleinen Riemenscheibe über eine axial wirkende Fliehkraftregelung vergrößert und somit das Untersetzungsverhältnis des Riemens von 1:18,7 bis 1:11,8 variiert. Die Kraft zur Rückstellung in das größere Untersetzungsverhältnis geht von der Riemenspannung aus. Diese wird erzeugt, indem der Motor am Zylinderkopf in Längsrichtung schwenkbar aufgehängt ist und mittels einer Feder nach vorne gedrückt wird.

## Typen

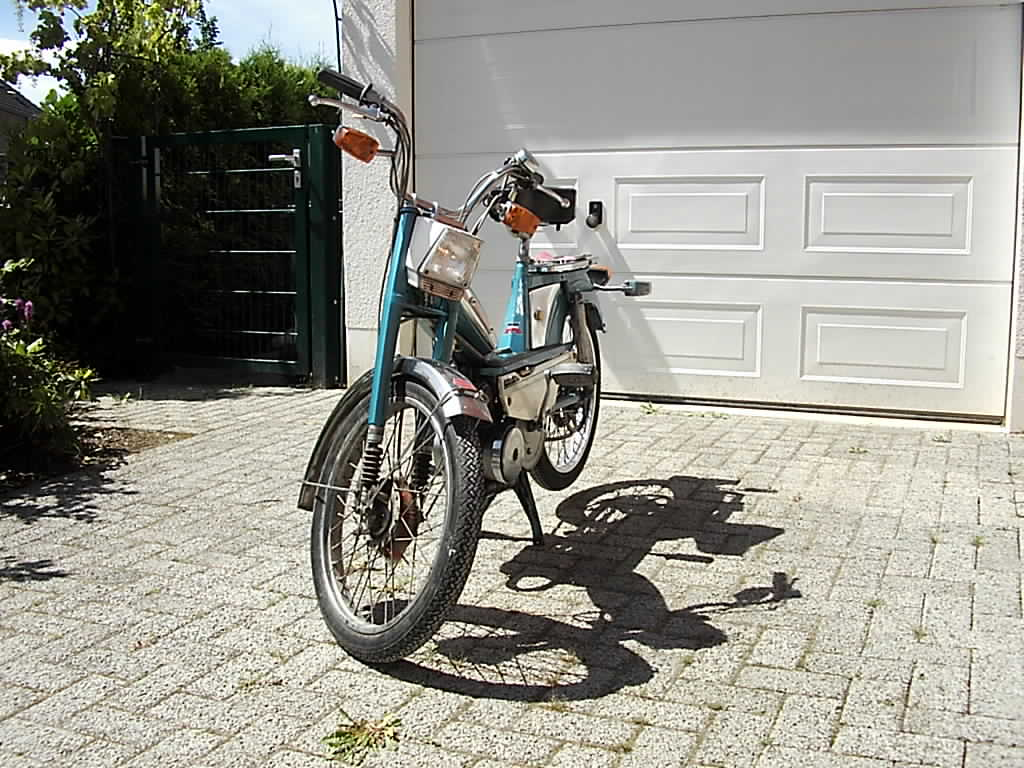
Mobylette N150 LC

Während Anfang der 1960er Jahre der Trend beim Moped im Allgemeinen zu immer motorradähnlicherem Charakter und dem Mokick ging, beharrte man in Frankreich mit der Mobylette auf dem ursprünglichen, eher fahrradähnlichen Moped-Konzept. Die einfache und sehr preiswerte Konstruktion war seinerzeit sehr erfolgreich, allein im Jahr 1960 wurden mehr als 400 000 Exemplare der Mobylette produziert. Auch die späteren Mobylette-Mofas wurden in Stückzahlen gefertigt, die nicht einmal bei Simson oder Piaggio erreicht wurden (bis zu 4500 Mopeds pro Tag). Allein bis 1973 wurden mehr als 9 Millionen Mobylette gebaut. Die Mofas fanden die größte Verbreitung in den 1970er Jahren, in denen sie meist in grellen Farben ausgeliefert wurden. Charakteristisch waren hellgrün, orange, gelb und mittelblau. In komfortabler Ausstattung verfügten die Fahrzeuge über viele Chromteile, Blinker und Rückspiegel sowie teilweise über Bremslicht und Blinkanlage (N 150 LC).

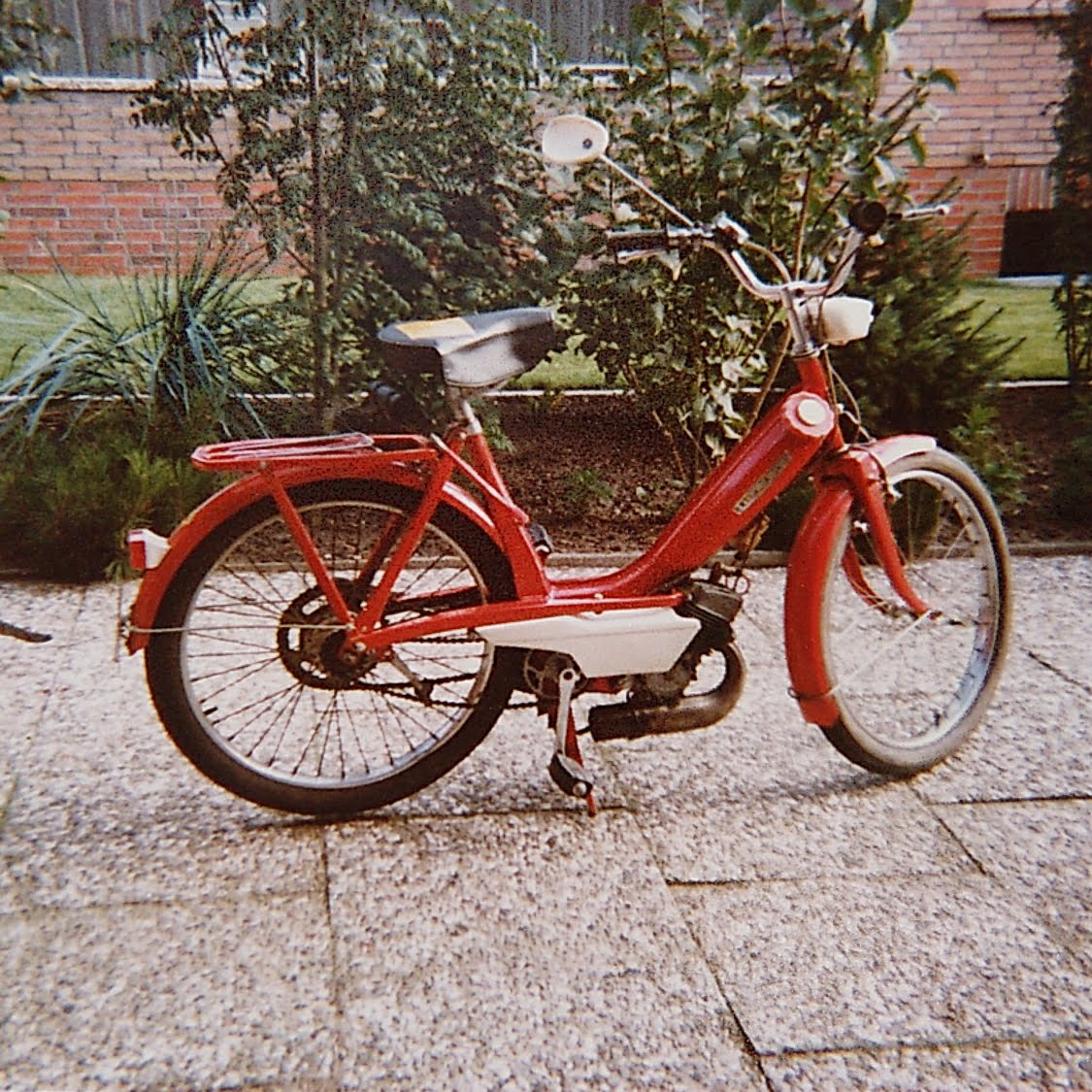
Mobylette 1976

Folgende Mofas bis 25 km/h sind verzeichnet: 
- M-7 25 / 1,2 PS
- AV 142 / 0,5 PS
- AV 143 / 0,9 PS
- AV 144 / 0,9 PS
- M1     / 0,8 PS
- AV 146 / 1 PS
- 140 TL / 1 PS*
- N 140 TL / 1,5 PS
- N 150 L / 1,5 PS
- N 150 LC / 1,5 PS

Mopeds bis 40 km/h:
- AV 42 / 1,35 PS
- AV 43 / 1,35 PS
- AV 44 / 1,35 PS
- AV 46 / 1,5 PS
- AV 59 / 1,5 PS (mit Moby-Matic)
- AV 40 TL / 1,5 PS
- 50 VL / 1,5 PS
- 50 VL C / 1,9 PS (mit Moby-Matic)

## Vertrieb
Die Alleinvertretung für die Bundesrepublik Deutschland und West-Berlin hatte die Mobylette Fahrzeughandelsgesellschaft mbH in Bielefeld.